# 문곡고등학교
문곡고등학교(文谷高等學校)는 대한민국 인천광역시 서구 당하동에 있는 사립 고등학교이다.

## 학교 연혁
- 1975년 5월 31일 : 학교법인 봉선학원 설립 인가 (설립자 서봉길 이사장)
- 1975년 11월 14일 : 부평여자상업고등학교 설립 인가 (상과 4학급, 전체 12학급)
- 1976년 3월 21일 : 초대 교장 권혁진 선생 취임
- 1999년 8월 9일 : 부평여자경영정보고등학교로 교명 변경
- 2003년 9월 18일 : 부평정보고등학교로 교명 변경
- 2009년 8월 27일 : 인천세무고등학교 특성화 인가, 학과개편(세무행정과 4, 세무회계과 4, 국제세무과 3)
- 2009년 10월 30일 : 인천세무고등학교로 교명 변경
- 2014년 10월 27일 : 학교법인 봉선학원 제3대 이재옥 이사장 취임
- 2017년 2월 7일 : 인천세무고등학교 이전 (부평구 십정동 ▶ 서구 당하동)
- 2018년 5월 25일 : 학과개편(세무회계과 5, 수출입물류과 5)
- 2023년 3월 1일 : 제12대 교장 박정숙 선생 취임
- 2024년 1월 9일 : 제46회 졸업식(161명, 총 졸업생수 22,357명)
- 2024년 3월 1일 : 문곡고등학교로 교명 변경
- 2024년 3월 1일 : 학과개편(세무회계과 3, 국제무역과 3, 베이커리카페과 2, 디자인콘텐츠과 2)
- 2024년 3월 4일 : 신입생 입학(192명)

## 설치 학과
- 세무회계과
- 국제무역과
- 수출입물류과
- 디자인콘텐츠과
- 베이커리카페과

## 참고 자료
- 문곡고등학교 - 한국교육학술정보원 학교알리미